# プルートのテレビ料理
『プルートのテレビ番組』（プルートのテレビばんぐみ、『原題：Cold Turkey』）は、ウォルト・ディズニー・プロダクション（現：ウォルト・ディズニー・カンパニー）が製作した1951年9月21日公開のアニメーション短編映画作品。プルートの短編映画シリーズの一作品である。

## あらすじ
ある一軒家でプルートが赤毛の猫のミルトンと一緒に寝ていた。その時、テレビで七面鳥の丸焼きを取り扱う料理番組が放送された。それを見ていたミルトンはプルートを起こして、一緒に料理の材料を探そうとする。

## スタッフ
| 製作           | ウォルト・ディズニー、ロイ・O・ディズニー      |
| 脚本           | レオ・サルキン、アル・ベルティノ               |
| 音楽           | ポール・J・スミス                              |
| レイアウト     | ランス・ノリー                                 |
| 原画           | ノーム・ファーガソン、マーヴィン・ウッドワード |
| エフェクト原画 | ダン・マクマナス                               |
| 背景           | テルマ・ウィトマー                             |
| 監督           | チャールズ・オーガスト・ニコルズ               |
| 制作           | ウォルト・ディズニー・プロダクション           |

## 補足
- 物語中で放送しているテレビ番組に、実在のプロレス試合の生放送が流用されている。
- 前作の『プルートのユートピア』に登場した猫のミルトンが再登場している。